# Chapais (canton)
Pour les articles homonymes, voir Chapais.
Chapais est un canton canadien de l'est du Québec situé dans la municipalité régionale de comté du Kamouraska dans la région administrative du Bas-Saint-Laurent.  Il fut proclamé officiellement le 16 octobre 1910.  Il couvre une superficie de 31 080 hectares.

## Toponymie
Le toponyme Chapais est en l'honneur de Jean-Charles Chapais (1811-1885) un des Pères de la Confédération canadienne.

## Démographie
| 2011  | 2016  |
| ----- | ----- |
| 1 417 | 1 318 |